# Cabertin
Cabertin ist eine im Jahr 1991 gezüchtete Rotweinsorte. Sie ist eine Kreuzung zwischen Cabernet Sauvignon und Regent. Gezüchtet wurde die neue Rebsorte vom Schweizer Rebenzüchter Valentin Blattner. Die Selektion erfolgte in der Rebschule Freytag in der Gemeinde Neustadt/Lachen-Speyerdorf in der Pfalz (Deutschland). Nach mehreren Jahren der Versuchsauswertung wurde die Rebsorte von Volker Freytag im Jahre 2002 zum Sortenschutz und 2017 zu Klassifizierung angemeldet.
Der Wein zeichnet sich durch eine dunkle, rubinrote Farbe aus. In der Aromatik steht die Sorte dem Cabernet von allen roten VB-Neuzüchtungen am nächsten. Im Geruch zeigt er deutlich Pyrazine, Aromastoffe von Paprika, Pfeffer sowie Mokka, Espressobohnen und würziger Zigarre. Das Tanningerüst ist sehr kräftig. In späten, unreiferen Jahren können die Tannine auch grün und beißend ausfallen. In Jahrgängen, die eine hohe physiologische Reife zulassen sind die Gerbstoffe weich und harmonisch. Insgesamt ist eine geschickte Dosierung von Fassreife und Luftzutritt positiv für die Entwicklung der Weine.

## Ampelographische Sortenmerkmale
In der Ampelographie wird der Habitus folgendermaßen beschrieben:
- Die Traube ist schmal, lockerbeerig und wenig geschultert. Die Beere ist rund, klein und von einer gleichmäßigen Wachsschicht überzogen.
- Der Reifezeitpunkt ist ca. 10–14 Tage vor Cabernet Sauvignon, Anfang bis Mitte Oktober. Der Wuchs ist aufrecht und sehr stark. Es bilden sich bis in den Spätsommer neue Geize, was sich auf die Zuckerbildung positiv auswirkt. Sehr gute Frosthärte bei Winterfrösten. Sein aufrechter Wuchs sorgt für eine gleichmäßige Belüftung und Besonnung in der Traubenzone, ohne dass intensive Entblätterungsmaßnahmen notwendig werden.
- Die Rebsorte zeichnet sich durch eine sehr gute Resistenz gegen Oidium (Echter Mehltau), Botrytis (Grauschimmelfäule) und eine gute Resistenz gegen Peronospora (Falscher Mehltau) aus. Da ein relativ später Austrieb vorherrscht, besteht wenig Gefahr bei Spätfrösten. Gegen Winterfröste ist die Rebe wenig empfindlich.